# SN 1997dm
SN 1997dm – supernowa typu II-P odkryta 26 października 1997 roku w galaktyce E294-G17. W momencie odkrycia miała maksymalną jasność 20,30m.